# معركة هيسيا (417 ق.م)
```
 
```

معركة هيسيا هي معركة حدثت في عام 417 ق.م خلال الحرب البيلوبونيسية، وذلك بعد هزيمة أثينا/آرغوس في معركة مانتينيا في العام الذي قبله.

## المعركة
أجيس الثاني غزا أرض آرغوس في عام 417 ق.م بسبب سقوط الحلف الموالي لأسبارطة في آرغوس بسبب إعتراض أثينا تحت حكم ألكيبيادس، حيث قام أجيس بمحوهم من آرغوس بعد إرساله من قِبل أثينا لكي يؤسس النظام الديمقراطي مع 20 سفينة. أجيس لم يتمكن من أخذ المدينة لكن تمكن من هدم جدرانها جزئياً، ومن ثم احتل قرية هيسيا وأخذ كل الرجال وأعدمهم.
لقد ذكر ذلك عن طريق المؤرخ ثوسيديديس الذي حارب في هذه المعركة، وأيضاً ذكرها ديودور الصقلي في 1 ق.م أي بعدها بما يقرب من 200 عام.
ثوسيديديس أخبر أن الأسبرطيين تقدموا نحو آرغوس في شتاء 418 ــ 417 ق.م لكن فشلوا في أخذها. الأسبرطيين عامة تمكنوا من السيطرة على إحدى قرى أرغوس وهي هيسيا وأخذوا كل الرجال كرهينة وتم إعدامهم كلهم.

## بعد إنتهاء المعركة
مع دمار هيسيا. أسبرطة تركت بعض الحامية في أورناي كـ تحصين ضد أرغوليذا وتركت المنطقة، أثينا أرسلت قوات مكونة من 40 سفينة ثلاثية المجاديف و 1200 جندي هوبليت لكي يُستخدموا في معركة أورناي [الإنجليزية] لمحو الحامية واستعادة المدينة.